# Helenolius insulicola
Helenolius insulicola är en insektsart som beskrevs av Van Stalle 1986. Helenolius insulicola ingår i släktet Helenolius och familjen kilstritar. Inga underarter finns listade i Catalogue of Life.